# Gliese 250
Gliese 250 is een tweevoudige ster met een spectraalklasse van K3.V en M2.5V. De ster bevindt zich 28,5 lichtjaar van de zon.